# Liste finnischsprachiger Schriftsteller
Die Liste umfasst Schriftsteller, die in finnischer Sprache schrieben/schreiben. Schwedischsprachige Schriftsteller aus Finnland gehören in die Liste schwedischsprachiger Schriftsteller, samischsprachige in die Liste samischsprachiger Schriftsteller. Falls sie in mehreren Sprachen schreiben, werden sie in mehreren Listen geführt.

## Liste

### A
- Selja Ahava (* 1974)
- Juhani Aho, eigentlich: Johan Brofeldt (1861–1921)

### B
- Johan Brofeldt, siehe: Juhani Aho

### C
- Minna Canth (1844–1897)

### F
- Kati-Claudia Fofonoff (1947–2011)

### H
- Pentti Haanpää (1905–1955)
- Paavo Haavikko (1931–2008)
- Martti Haavio (1899–1973)
- Theodolinda Hahnsson (1838–1919)
- Jenni Haukio (* 1977)
- Olli Heikkonen (* 1965)
- Laila Hirvisaari (* 1938)
- Elina Hirvonen (* 1975)
- Pentti Holappa (1927–2017)
- Kari Hotakainen (* 1957)
- Antti Hyry (1931–2016)

### I
- Annika Idström (1947–2011)
- Jouni Inkala (* 1966)
- Risto Isomäki (* 1961)

### J
- Olli Jalonen (* 1954)
- Riitta Jalonen (* 1954)
- Martti Joenpolvi (* 1936)
- Matti Y. Joensuu (1948–2011)
- Seppo Jokinen (* 1949)
- Maria Jotuni (1880–1943)
- Arvid Järnefelt (1861–1932)

### K
- Aino Kallas (1878–1956)
- Daniel Katz (* 1938)
- Ilmari Kianto (1874–1970
- Eeva Kilpi (* 1928))
- Volter Kilpi (1874–1939)
- Tommi Kinnunen (* 1973)
- Pentti Kirstilä (1948–2021)
- Aleksis Kivi (1834–1872)
- Arvi Kivimaa (1904–1984)
- Veikko Antero Koskenniemi (1885–1962)
- Kirsi Kunnas (1924–2021)
- Mauri Kunnas (* 1950)
- Tuomas Kyrö (* 1974)

### L
- Leena Lander (* 1955)
- Martti Larni (1909–1993)
- Leena Lehtolainen (* 1964)
- Eino Leino (1878–1926)
- Rosa Liksom (* 1958)
- Väinö Linna (1920–1992)
- Elias Lönnrot (1802–1884)

### M
- Matti Mäkelä (* 1951)
- Juha Mannerkorpi (1915–1980), Dramatiker und Romancier
- Arto Melleri (* 1956)
- Veijo Meri (1928–2015)

### N
- M. A. Numminen (* 1940)
- Väinö Albert Nuorteva (1889–1967; schrieb unter dem Pseudonym Olli )
- Harri Nykänen (1953–2023)

### O
- Sofi Oksanen (* 1977)
- Olli, eigentlich: Väinö Albert Nuorteva

### P
- Arto Paasilinna (1942–2018)
- Erno Paasilinna (1935–2000)
- Teuvo Pakkala (1862–1925)
- Jukka Pakkanen (* 1942)
- Outi Pakkanen
- Timo Parvela (* 1964)
- Toivo Pekkanen (1902–1957)
- Juhani Peltonen (* 1936)
- Petri Pykälä, siehe: Ilkka Remes

### R
- Hannu Raittila (* 1956)
- Ilkka Remes (* 1962), eigentlich Petri Pykälä
- Mikko Rimminen (* 1975)
- Markku Ropponen (* 1955)
- Alpo Ruuth (* 1941)
- Minna Rytisalo (* 1974)

### S
- Pentti Saarikoski (1937–1983)
- Hannu Salakka (* 1955)
- Hannu Salama (* 1936)
- Arvo Salo (1932–2011)
- Juhani Salokannel (* 1946)
- Esa Sariola (* 1951)
- Raija Siekkinen (1953–2004)
- Anna-Leena Siikala (1943–2016)
- Frans Eemil Sillanpää (1888–1964)
- Johanna Sinisalo (* 1958)
- Joni Skiftesvik (* 1948)
- Taavi Soininvaara (* 1966)
- Alexis Stenvall, siehe Aleksis Kivi
- Kerttu-Kaarina Suosalmi (* 1921)
- Eino Säisä (* 1935)

### T
- Eeva Tikka (* 1939)
- Jarkko Tontti (* 1971)
- Antti Tuomainen (* 1971)
- Arttu Tuominen (* 1981)
- Sirkka Turkka (1939–2021)
- Antti Tuuri (* 1944)
- Aale Tynni (1913–1997)

### U
- Kaari Utrio (* 1942)

### W
- Mika Waltari (1908–1979)
- Hella Wuolijoki (1886–1954)